# Кулабухов, Олег Дмитриевич
Олег Дмитриевич Кулабухов (род. 5 июня 1923, Краснодар) — генерал-лейтенант инженерных войск (1984), участник Великой Отечественной войны, начальник 15-го Центрального научно-исследовательского испытательного института инженерных войск имени Карбышева, кандидат технических наук, руководитель оперативной группы по ликвидации последствий аварии на Чернобыльской АЭС.

## Биография
Родился 5 июня 1923 года в Краснодаре в семье юриста. Окончил школу в 1941 году и собирался поступать в институт, когда началась Великая Отечественная война. Службу проходил в 26-й сапёрной бригаде Южного фронта. Во второй половине 1942 года участвовал в боях за Кавказ и Сталинград, позже участвовал в форсировании Днепра. В составе разведгрупп Южного, Сталинградского, Степного и 2-го Украинского фронтов участвовал в фортоборудовании позиций и районов сосредоточения.
В 1944 году Кулабухов поступил в Московское военно-инженерное училище, через два года перевёлся в Военно-инженерную академию. После её окончания попал по распределению в профильный НИИ — 15-й Центральный научно-исследовательский испытательный институт (ныне Центральный научно-исследовательский испытательный институт инженерных войск имени Карбышева). Проработал пять лет, защитив кандидатскую диссертацию, после чего был назначен в Научно-технический комитет инженерных войск. Автор труда «Сборные железобетонные фортификационные сооружения» (1963). С 1975 года — начальник 15-го НИИ, участвовал в разработке и производстве маскировочных покрытий для средств ПВО СССР. Во время пятой арабо-израильской войны занимался усовершенствованием защиты сирийских сил ПВО.
26 апреля 1984 года присвоено воинское звание генерал-лейтенант.
26 апреля 1986 года в реакторе 4-го энергоблока ЧАЭС прогремел взрыв, что привело к серьёзной радиационной аварии. К работам по ликвидации последствий аварии были привлечены инженерные войска, использовавшие серийную ИМР-2. В связи с тем, что боевые машины были недостаточно защищены (вклад в дозу излучений вносили конструкции разрушенного реактора), Кулабухов занялся разработкой в кратчайшие сроки автомобилей, которые позволили бы выполнять работы без фатальных последствий для экипажа. В конце мая первые автомобили с новой антирадиационной защитой отправились в Чернобыль, а параллельно Кулабухов начал разрабатывать роботизированный комплекс «Клин-1».
Будучи председателем правительственной комиссии, Кулабухов вскоре лично прибыл в Чернобыль и возглавил оперативную группу инженерных войск, занимавшуюся ликвидацией последствий аварии. Кулабуховым были организованы мероприятия по строительству дамб, осыпанных цеолитовым туфом, которые предотвращали попадание радионуклидов в воду и помогали избежать радиоактивного загрязнения источников водоснабжения Киева. Помимо этого, генерал-лейтенант занялся эвакуацией подчинённых, у которых были признаки лучевой болезни. Он проработал три месяца в зоне катастрофы, хотя уже на второй неделе начал кашлять кровью.
В отставке с 1988 года. 
Награждён орденом Отечественной войны I степени (6 апреля 1985), двумя орденами Красной Звезды, орденами «За службу родине в Вооружённых силах СССР» II и III степеней, другими наградами СССР и РФ. Проживает в поселке Нахабино.